# تشالغه (سقز)
قرية تشالغه (بالكردية: چاڵگە) هي إحدى القرى التابعة لـتيله کو في ريف قسم زيويه من مقاطعة سقز، في محافظة كردستان الإيرانية.

## السكان
حسب إحصاءات سنة 2006، بلغ إجمالي السكان في تشالغه 79 نسمة وعدد المساكن 14 مسكن. لغة سكان تشالغه هي اللغة الكردية و هم من أهل السنة والجماعة والمذهب الشافعي.